# Roadracing-VM 1971
Världsmästerskapen i Roadracing 1971 arrangerades av Internationella motorcykelförbundet och innehöll klasserna 500GP, 350GP, 250GP, 125GP, 50GP och Sidvagn i Grand Prix-serien och kördes över 11 omgångar.
| Klass   | Mästare individuellt                      | Mästare konstruktörer |
| ------- | ----------------------------------------- | --------------------- |
| 500GP   | Giacomo Agostini                          | MV Agusta             |
| 350GP   | Giacomo Agostini                          | MV Agusta             |
| 250GP   | Phil Read                                 | Yamaha                |
| 125GP   | Ángel Nieto                               | Derbi                 |
| 50GP    | Jan de Vries                              | Kreidler              |
| Sidvagn | Horst Owelse/Kremer+Rutterford (URS-Fath) | BMW                   |

## 500 cc
|    | Datum         | Grand Prix               | Bana              | Segrare          | Tvåa              | Trea            | Snabbaste varv     |
| -- | ------------- | ------------------------ | ----------------- | ---------------- | ----------------- | --------------- | ------------------ |
| 1  | 09.05.        | Österrike                | Salzburgring      | Giacomo Agostini | Keith Turner      | Eric Offenstadt | Giacomo Agostini   |
| 2  | 16.05.        | Västtyskland             | Hockenheim        | Giacomo Agostini | Rob Bron          | Ron Chandler    | Giacomo Agostini   |
| 3  | 06.–13.06.    | Isle of Man TT           | Mountain Course   | Giacomo Agostini | Peter Williams    | Frank Perris    | Giacomo Agostini   |
| 4  | 26.06.        | Dutch TT                 | Assen             | Giacomo Agostini | Rob Bron          | Dave Simmonds   | Giacomo Agostini   |
| 5  | 04.07.        | Belgien                  | Spa-Francorchamps | Giacomo Agostini | Eric Offenstadt   | Jack Findlay    | Giacomo Agostini   |
| 6  | 10.–11.07.    | Östtyskland              | Sachsenring       | Giacomo Agostini | Keith Turner      | Ernst Hiller    | Giacomo Agostini   |
| 7  | 24.–25.07.    | Sverige                  | Anderstorp        | Giacomo Agostini | Keith Turner      | Tommy Robb      | Giacomo Agostini   |
| 8  | 31.07.–01.08. | Finland                  | Imatra            | Giacomo Agostini | Dave Simmonds     | Rob Bron        | Giacomo Agostini   |
| 9  | 14.08.        | Ulster                   | Dundrod           | Jack Findlay     | Rob Bron          | Tommy Robb      | Jack Findlay       |
| 10 | 12.09.        | Nationernas GP (Italien) | Monza             | Alberto Pagani   | Giampiero Zubani  | Dave Simmonds   | Giacomo Agostini   |
| 11 | 25.–26.09.    | Spanien                  | Jarama            | Dave Simmonds    | Kaarlo Koivuniemi | Eric Offenstadt | Kurt-Ivan Carlsson |

### Förarmästerskapet
| Plats | Förare             | Märke              | Poäng    |
| ----- | ------------------ | ------------------ | -------- |
| 1     | Giacomo Agostini   | MV Agusta          | 90 (120) |
| 2     | Keith Turner       | Suzuki             | 58 (67)  |
| 3     | Rob Bron           | Suzuki             | 57       |
| 4     | Dave Simmonds      | Kawasaki           | 52       |
| 5     | Jack Findlay       | Jada-Suzuki        | 50 (51)  |
| 6     | Eric Offenstadt    | SMAC-Kawasaki      | 32       |
| 7     | Tommy Robb         | Seeley             | 31       |
| 8     | Alberto Pagani     | Linto / MV Agusta  | 29       |
| 9     | Kaarlo Koivuniemi  | Seeley             | 24       |
| 10    | Ron Chandler       | Kawasaki           | 19       |
| 11    | Frank Perris       | Suzuki / Seeley    | 14       |
| 12    | Lothar John        | Yamaha             | 13       |
| 13    | Peter Williams     | Matchless          | 12       |
|       | Giampiero Zubani   | Kawasaki           | 12       |
| 15    | Bo Granath         | Husqvarna / Yamaha | 12       |
| 16    | Billie Nelson      | Paton              | 11       |
| 17    | Ernst Hiller       | Kawasaki           | 10       |
| 18    | Maurice Hawthorne  | Kawasaki           | 8        |
|       | Selwyn Griffiths   | Matchless          | 8        |
|       | Hansruedi Brungger | Bultaco            | 8        |
|       | Ulf Nilsson        | Seeley             | 8        |
|       | Percy Tait         | Seeley             | 8        |
|       | Phil Read          | Ducati             | 8        |
|       | Benjamín Grau      | Bultaco            | 8        |
| 25    | Kurt-Ivan Carlsson | Yamaha             | 7        |

Poäng inom parentes är total poäng, utan de sämsta resultaten strukna.

## 350 cc
|    | Datum         | Grand Prix               | Bana            | Segrare          | Tvåa               | Trea           | Snabbaste varv   |
| -- | ------------- | ------------------------ | --------------- | ---------------- | ------------------ | -------------- | ---------------- |
| 1  | 09.05.        | Österrike                | Salzburgring    | Giacomo Agostini | Werner Pfirter     | Steve Ellis    | Giacomo Agostini |
| 2  | 16.05.        | Västtyskland             | Hockenheim      | Giacomo Agostini | László Szabó       | Paul Smart     | Giacomo Agostini |
| 3  | 06.–13.06.    | Isle of Man TT           | Mountain Course | Tony Jefferies   | Gordon Pantall     | Bill Smith     | Phil Read        |
| 4  | 26.06.        | Dutch TT                 | Assen           | Giacomo Agostini | Phil Read          | Theo Bult      | Giacomo Agostini |
| 5  | 10.–11.07.    | Östtyskland              | Sachsenring     | Giacomo Agostini | Paul Smart         | László Szabó   | Giacomo Agostini |
| 6  | 18.07.        | Tjeckoslovakien          | Brno            | Jarno Saarinen   | Bohumil Staša      | Theo Bult      | Giacomo Agostini |
| 7  | 24.–25.07.    | Sverige                  | Anderstorp      | Giacomo Agostini | Paul Smart         | Jarno Saarinen | Giacomo Agostini |
| 8  | 31.07.–01.08. | Finland                  | Imatra          | Giacomo Agostini | Jarno Saarinen     | Billie Nelson  | Giacomo Agostini |
| 9  | 14.08.        | Ulster                   | Dundrod         | Peter Williams   | Dieter Braun       | Tony Jefferies | Jarno Saarinen   |
| 10 | 12.09.        | Nationernas GP (Italien) | Monza           | Jarno Saarinen   | Silvio Grassetti   | Barry Randle   | Giacomo Agostini |
| 11 | 25.–26.09.    | Spanien                  | Jarama          | Teuvo Länsivuori | Kurt-Ivan Carlsson | Werner Pfirter | Jarno Saarinen   |

### Förarmästerskapet
| Plats | Förare           | Land           | Konstruktör | Poäng | Segrar |
| ----- | ---------------- | -------------- | ----------- | ----- | ------ |
| 1     | Giacomo Agostini | Italien        | MV Agusta   | 90    | 6      |
| 2     | Jarno Saarinen   | Finland        | Yamaha      | 63    | 2      |
| 3     | Ivan Carlsson    | Sverige        | Yamaha      | 39    | 0      |
| 4     | Theo Bult        | Nederländerna  | Yamaha      | 36    | 0      |
| 5     | Paul Smart       | Storbritannien | Yamaha      | 34    | 0      |
| 6     | Werner Pfirter   | Schweiz        | Yamaha      | 33    | 0      |
| 7     | Bo Granath       | Sverige        | Yamaha      | 30    | 0      |
| 7     | László Szabó     | Ungern         | Yamaha      | 29    | 0      |
| 9     | Tony Jefferies   | Storbritannien | Yamaha      | 25    | 1      |
| 10    | Teuvo Lansivuori | Finland        | Yamaha      | 25    | 1      |

## 250 cc
|    | Datum         | Grand Prix               | Bana              | Segrare          | Tvåa            | Trea             | Snabbaste varv                  |
| -- | ------------- | ------------------------ | ----------------- | ---------------- | --------------- | ---------------- | ------------------------------- |
| 1  | 09.05.        | Österrike                | Salzburgring      | Silvio Grassetti | Günter Bartusch | Gyula Marsovszky | János Drapál                    |
| 2  | 16.05.        | Västtyskland             | Hockenheim        | Phil Read        | Klaus Huber     | John Dodds       | Phil Read                       |
| 3  | 06.–13.06.    | Isle of Man TT           | Mountain Course   | Phil Read        | Barry Randle    | Alan Barnett     | Phil Read                       |
| 4  | 26.06.        | Dutch TT                 | Assen             | Phil Read        | Theo Bult       | Dieter Braun     | Phil Read                       |
| 5  | 04.07.        | Belgien                  | Spa-Francorchamps | Silvio Grassetti | John Dodds      | Dieter Braun     | Silvio Grassetti                |
| 6  | 10.–11.07.    | Östtyskland              | Sachsenring       | Dieter Braun     | Rodney Gould    | Phil Read        | Rodney Gould                    |
| 7  | 18.07.        | Tjeckoslovakien          | Brno              | János Drapál     | László Szabó    | Jarno Saarinen   | János Drapál                    |
| 8  | 24.–25.07.    | Sverige                  | Anderstorp        | Rodney Gould     | Paul Smart      | Jarno Saarinen   | Rodney Gould                    |
| 9  | 31.07.–01.08. | Finland                  | Imatra            | Rodney Gould     | John Dodds      | Dieter Braun     | Jarno Saarinen                  |
| 10 | 14.08.        | Ulster                   | Dundrod           | Ray McCullough   | Jarno Saarinen  | Dieter Braun     | Ray McCullough                  |
| 11 | 12.09.        | Nationernas GP (Italien) | Monza             | Gyula Marsovszky | John Dodds      | Silvio Grassetti | John Dodds och Gyula Marsovszky |
| 12 | 25.–26.09.    | Spanien                  | Jarama            | Jarno Saarinen   | Phil Read       | Chas Mortimer    | Jarno Saarinen                  |

### Förarmästerskapet
| Plats | Förare           | Land           | Konstruktör | Poäng | Segrar |
| ----- | ---------------- | -------------- | ----------- | ----- | ------ |
| 1     | Phil Read        | Storbritannien | Yamaha      | 73    | 3      |
| 2     | Rodney Gould     | Storbritannien | Yamaha      | 68    | 2      |
| 3     | Jarno Saarinen   | Finland        | Yamaha      | 64    | 1      |
| 4     | John Dodds       | Australien     | Yamaha      | 59    | 0      |
| 5     | Dieter Braun     | Västtyskland   | Yamaha      | 58    | 1      |
| 6     | Gyula Marsovsky  | Schweiz        | Yamaha      | 57    | 1      |
| 7     | Silvio Grassetti | Italien        | MZ          | 43    | 2      |
| 8     | Chas Mortimer    | Storbritannien | Yamaha      | 42    | 0      |
| 9     | János Drapál     | Ungern         | Yamaha      | 26    | 1      |
| 10    | Theo Bult        | Nederländerna  | Yamaha      | 22    | 0      |

## 125 cc
|    | Datum         | Grand Prix               | Bana              | Segrare           | Tvåa              | Trea           | Snabbaste varv    |
| -- | ------------- | ------------------------ | ----------------- | ----------------- | ----------------- | -------------- | ----------------- |
| 1  | 09.05.        | Österrike                | Salzburgring      | Ángel Nieto       | Gilberto Parlotti | Barry Sheene   | Dieter Braun      |
| 2  | 16.05.        | Västtyskland             | Hockenheim        | Dave Simmonds     | Gilberto Parlotti | Kent Andersson | Ángel Nieto       |
| 3  | 06.–13.06.    | Isle of Man TT           | Mountain Course   | Chas Mortimer     | Börje Jansson     | John Kiddie    | Chas Mortimer     |
| 4  | 26.06.        | Dutch TT                 | Assen             | Ángel Nieto       | Barry Sheene      | Börje Jansson  | Ángel Nieto       |
| 5  | 04.07.        | Belgien                  | Spa-Francorchamps | Barry Sheene      | Gerd Bender       | Dieter Braun   | Barry Sheene      |
| 6  | 10.–11.07.    | Östtyskland              | Sachsenring       | Ángel Nieto       | Barry Sheene      | Börje Jansson  | Ángel Nieto       |
| 7  | 18.07.        | Tjeckoslovakien          | Brno              | Ángel Nieto       | Börje Jansson     | Barry Sheene   | Ángel Nieto       |
| 8  | 24.–25.07.    | Sverige                  | Anderstorp        | Barry Sheene      | Börje Jansson     | Kent Andersson | Ángel Nieto       |
| 9  | 31.07.–01.08. | Finland                  | Imatra            | Barry Sheene      | Dieter Braun      | Gerd Bender    | Barry Sheene      |
| 10 | 12.09.        | Nationernas GP (Italien) | Monza             | Gilberto Parlotti | Ángel Nieto       | Barry Sheene   | Gilberto Parlotti |
| 11 | 25.–26.09.    | Spanien                  | Jarama            | Ángel Nieto       | Chas Mortimer     | Barry Sheene   | Ángel Nieto       |

### Förarmästerskapet
| Plats | Förare            | Land           | Konstruktör | Poäng | Segrar |
| ----- | ----------------- | -------------- | ----------- | ----- | ------ |
| 1     | Angel Nieto       | Spanien        | Derbi       | 87    | 5      |
| 2     | Barry Sheene      | Storbritannien | Suzuki      | 79    | 3      |
| 3     | Börje Jansson     | Sverige        | Maico       | 64    | 0      |
| 4     | Dieter Braun      | Västtyskland   | Maico       | 54    | 0      |
| 5     | Chas Mortimer     | Storbritannien | Yamaha      | 48    | 1      |
| 6     | Dave Simmonds     | Storbritannien | Kawasaki    | 48    | 1      |
| 7     | Gert Bender       | Västtyskland   | Maico       | 41    | 0      |
| 8     | Gilberto Parlotti | Italien        | Morbidelli  | 39    | 1      |
| 9     | Kent Andersson    | Sverige        | Yamaha      | 30    | 0      |
| 10    | Jurgen Lenk       | Östtyskland    | MZ          | 27    | 0      |

## 50 cc
|   | Datum      | Grand Prix               | Bana              | Segrare      | Tvåa              | Trea              | Snabbaste varv    |
| - | ---------- | ------------------------ | ----------------- | ------------ | ----------------- | ----------------- | ----------------- |
| 1 | 09.05.     | Österrike                | Salzburgring      | Jan de Vries | Ángel Nieto       | Rudolf Kunz       | Jan de Vries      |
| 2 | 16.05.     | Västtyskland             | Hockenheim        | Jan de Vries | Rudolf Kunz       | Ángel Nieto       | Jan de Vries      |
| 3 | 26.06.     | Dutch TT                 | Assen             | Ángel Nieto  | Jos Schurgers     | Teunis Ramaker    | Ángel Nieto       |
| 4 | 04.07.     | Belgien                  | Spa-Francorchamps | Jan de Vries | Jos Schurgers     | Ángel Nieto       | Jan de Vries      |
| 5 | 10.–11.07. | Östtyskland              | Sachsenring       | Ángel Nieto  | Jan de Vries      | Jos Schurgers     | Ángel Nieto       |
| 6 | 18.07.     | Tjeckoslovakien          | Brno              | Barry Sheene | Herman Meijer     | Hans Kroismayr    | Gilberto Parlotti |
| 7 | 24.–25.07. | Sverige                  | Anderstorp        | Ángel Nieto  | Gilberto Parlotti | Jan de Vries      | Ángel Nieto       |
| 8 | 12.09.     | Nationernas GP (Italien) | Monza             | Jan de Vries | Ángel Nieto       | Gilberto Parlotti | Jan de Vries      |
| 9 | 25.–26.09. | Spanien                  | Jarama            | Jan de Vries | Jarno Saarinen    | Herman Meijer     | Jan de Vries      |

### Förarmästerskapet
| Plats | Förare                | Land           | Konstruktör | Poäng | Segrar |
| ----- | --------------------- | -------------- | ----------- | ----- | ------ |
| 1     | Jan de Vries          | Nederländerna  | Kreidler    | 75    | 5      |
| 2     | Angel Nieto           | Spanien        | Derbi       | 69    | 3      |
| 3     | Jos Schurgers         | Nederländerna  | Kreidler    | 42    | 0      |
| 4     | Herman Meyers         | Nederländerna  | Jamathi     | 41    | 0      |
| 5     | Rudolf Kunz           | Västtyskland   | Kreidler    | 36    | 0      |
| 6     | Aalt Toersen          | Nederländerna  | Jamathi     | 24    | 0      |
| 7     | Barry Sheene          | Storbritannien | Kreidler    | 23    | 1      |
| 8     | Gilberto Parlotti     | Italien        | Derbi       | 22    | 0      |
| 9     | Frederik Van Dehoeven | Nederländerna  | Derbi       | 22    | 0      |
| 10    | Jan Bruins            | Nederländerna  | Kreidler    | 19    | 0      |